# Hrastje Plešivičko
Hrastje Plešivičko je naseljeno mjesto u Republici Hrvatskoj u Zagrebačkoj županiji.

## Zemljopis
Administrativno je u sastavu Jastrebarskog. Naselje se proteže na površini od 1,60 km². 

## Stanovništvo
Prema popisu stanovništva iz 2001. godine Hrastje Plešivičko ima 165 stanovnika koji žive u 39 kućanstava. Gustoća naseljenosti iznosi 103,13 st./km².
| broj stanovnika | 52    | 74    | 72    | 71    | 79    | 111   | 86    | 106   | 103   | 112   | 130   | 120   | 113   | 140   | 165   | 182   | 193   |
|                 | 1857. | 1869. | 1880. | 1890. | 1900. | 1910. | 1921. | 1931. | 1948. | 1953. | 1961. | 1971. | 1981. | 1991. | 2001. | 2011. | 2021. |